# 賀田駅
賀田駅（かたえき）は、三重県尾鷲市曽根町にある、東海旅客鉄道（JR東海）紀勢本線の駅である。

## 歴史
1959年（昭和34年）7月、紀勢本線最後の開通区間として三木里駅 - 新鹿駅間が延伸、それに伴い当駅が新設された。

### 年表
- 1959年（昭和34年）7月15日：国鉄紀勢本線三木里駅 - 新鹿駅間延伸時に開設[1][2]。
- 1978年（昭和53年）4月1日：貨物取扱廃止[2]。
- 1983年（昭和58年）12月21日：無人駅化[3]。以降1992年頃まで管理駅派遣職員による乗車券販売を行っていた。同時に荷物扱い廃止[2]。
- 1987年（昭和62年）4月1日：国鉄分割民営化に伴い、JR東海の駅となる[1][2]。

## 駅構造
島式ホーム1面2線を有する列車交換可能な地上駅。数本の側線が敷設される等構内は比較的広く、駅舎とホーム間は遮断機付構内踏切で連絡している。
開設時からの駅舎はブロック造りの1階建て。周りの駅とデザインが良く似ている。
尾鷲駅管理の無人駅。普段は駅舎内部の窓口はシャッターが閉まったままの状態となっている。近年は熊野大花火大会（例年8月17日）当日のみ窓口が開かれる。

### のりば
| 番線 | 路線      | 方向 | 行先             |
| ---- | --------- | ---- | ---------------- |
| 1・2 | ■紀勢本線 | 下り | 新宮方面         |
| 1・2 | ■紀勢本線 | 上り | 尾鷲・名古屋方面 |

- 駅舎側1番線を本線とした1線スルー配線のため、基本的に列車交換等が無ければ上下列車共に1番線へ入る（行違い時は上りの方が2番線に入る）。但し、当駅の場合列車交換の有無関係無く2番線に停車する列車もある。

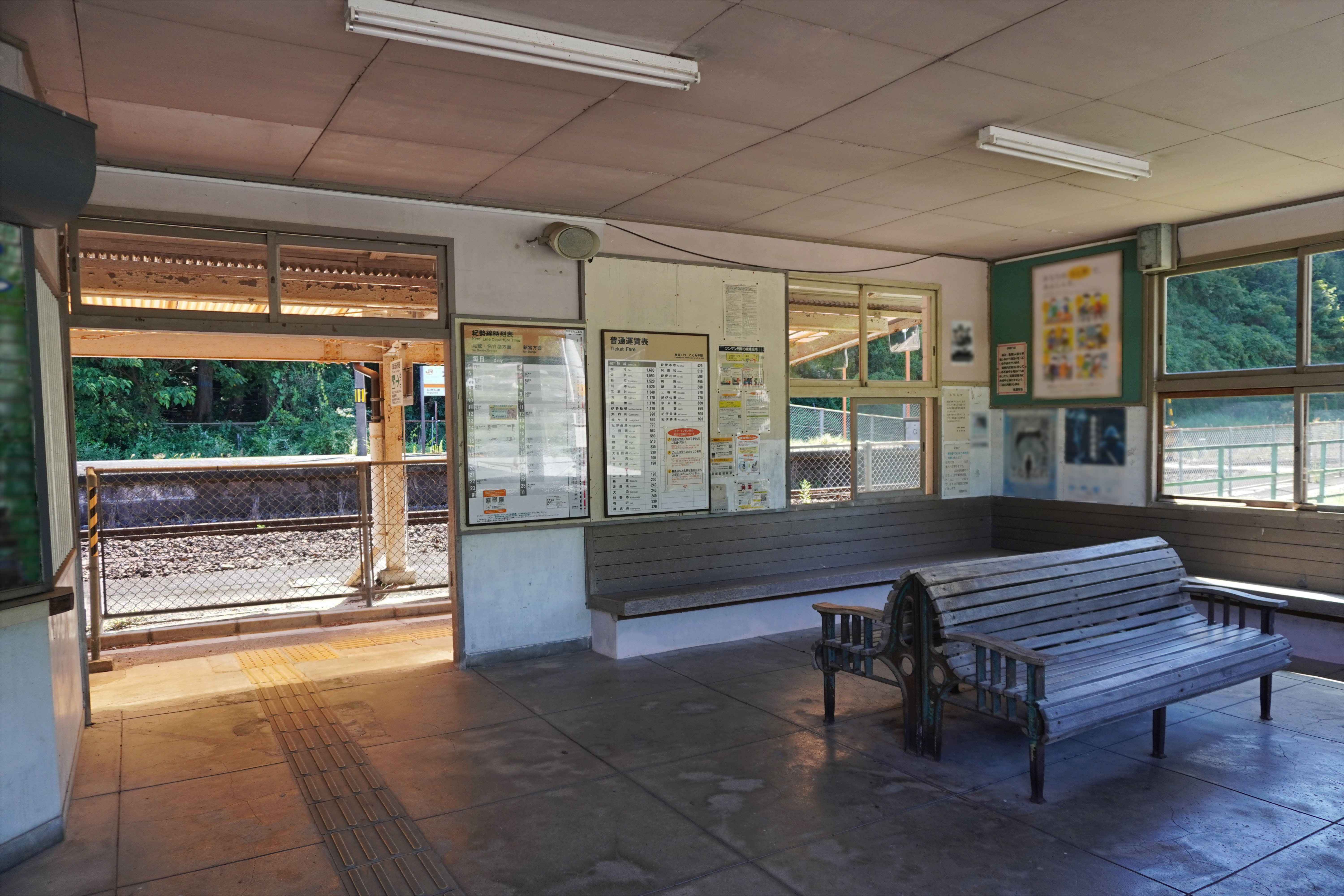
待合室（2023年7月）
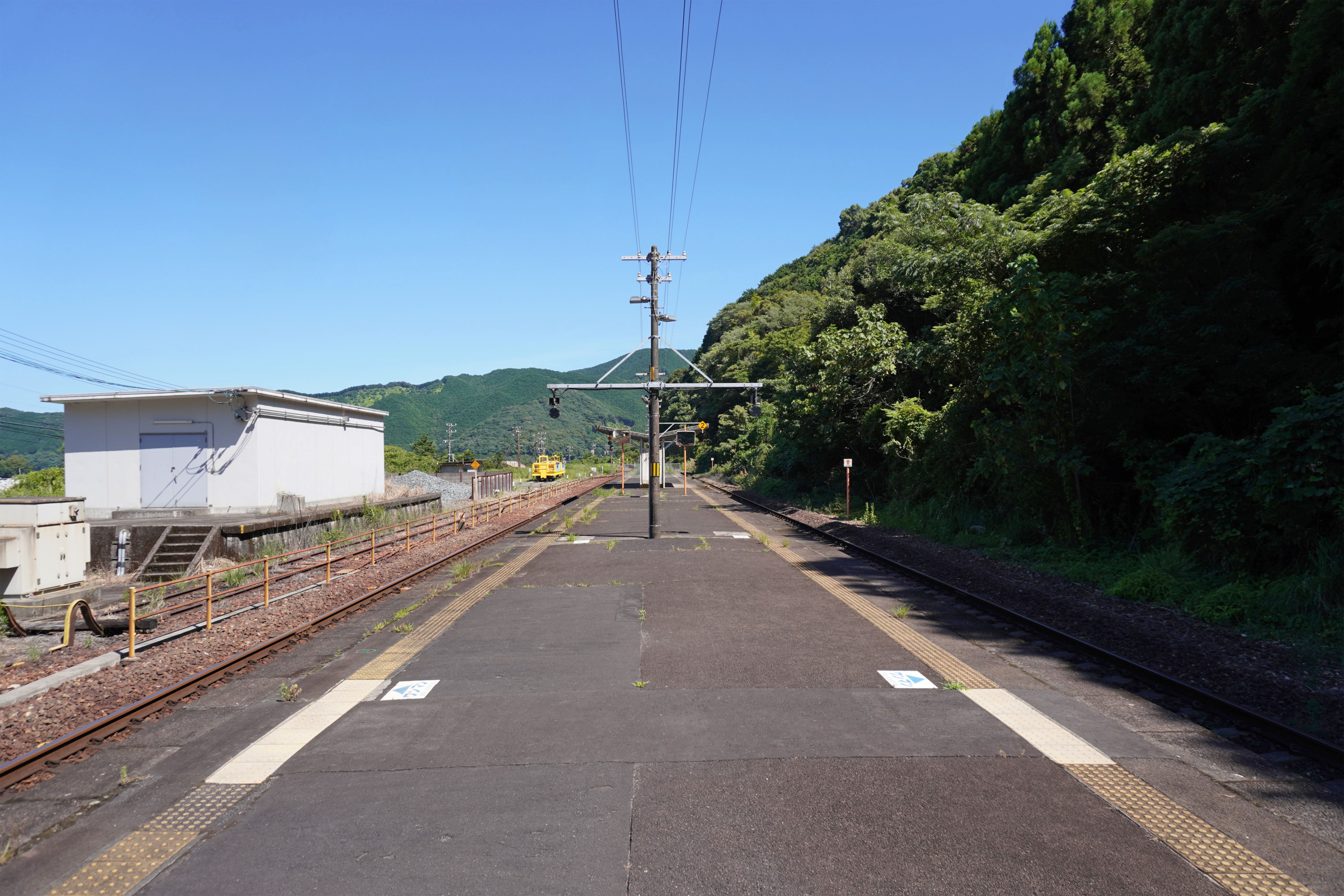
ホーム（2023年7月）
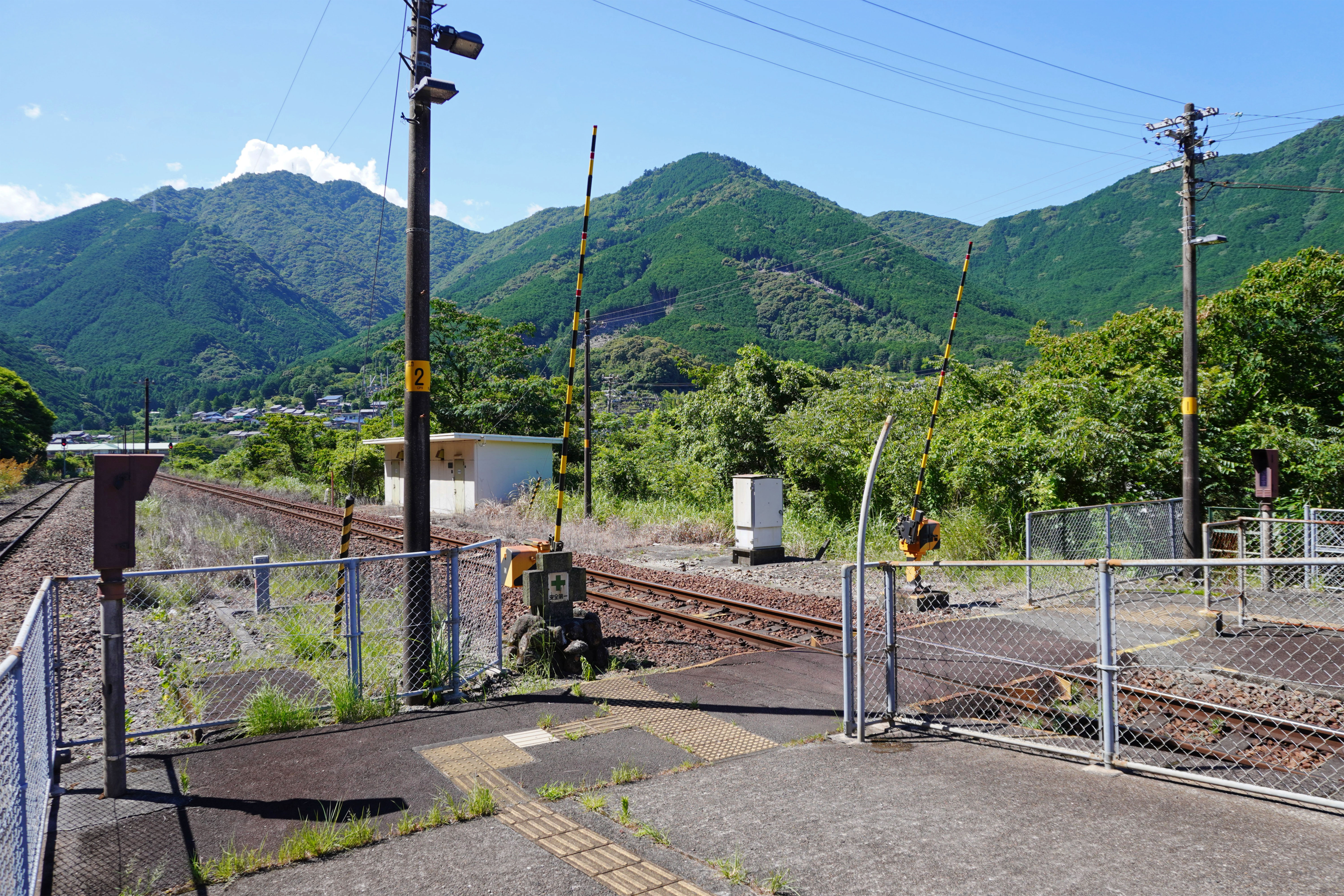
構内踏切（2023年7月）

## 利用状況
「三重県統計書」によると、近年の1日平均乗車人員の推移は以下の通り。
| 年度   | 1日平均 乗車人員 |
| ------ | ---------------- |
| 1998年 | 161              |
| 1999年 | 158              |
| 2000年 | 136              |
| 2001年 | 133              |
| 2002年 | 123              |
| 2003年 | 115              |
| 2004年 | 106              |
| 2005年 | 107              |
| 2006年 | 100              |
| 2007年 | 99               |
| 2008年 | 88               |
| 2009年 | 79               |
| 2010年 | 63               |
| 2011年 | 54               |
| 2012年 | 60               |
| 2013年 | 54               |
| 2014年 | 45               |
| 2015年 | 44               |
| 2016年 | 39               |
| 2017年 | 38               |
| 2018年 | 35               |
| 2019年 | 36               |

## 駅周辺
周辺は古川が賀田湾へ注ぐ河口に当たっている。駅北側に位置する賀田と、南側に位置する曽根の、両集落のほぼ中間に当駅が位置しているが、駅名となっている賀田集落は、当駅から見ると古川対岸となる。
紀勢本線の線路は賀田集落を通っているが、そのまま直進して古川を渡った対岸に当駅がある。これは、賀田集落にそのまま駅を造ってしまうと、津波の被害を受けやすくなるためであると言われている。
線路は賀田集落の直ぐ北から亥谷トンネル、曽根集落の直ぐ南から曽根トンネルへ入る。前者は三木里駅付近、後者は二木島駅付近まで続き、共に長大なトンネルである。大曽根浦駅以南熊野市駅までの紀勢本線は、入江最奥部にある集落同士をトンネルで結ぶ性格から、駅と駅との間ではほぼ一貫してトンネル内を走っている。
曽根トンネルは硬い岩盤のため非常な難工事で、後年青函トンネル工事に参加した国内精鋭のトンネル職人が集められた。
賀田集落には尾鷲市立賀田小学校、尾鷲市立輪内中学校、賀田郵便局、尾鷲警察署賀田駐在所が、曽根の集落には尾鷲市役所南輪内出張所、三重紀北消防組合尾鷲消防署輪内出張所がある。道路は 国道311号が海岸線に沿う形で走り、駅北側で県道70号が国道から西側へ分岐している。

## バス路線
尾鷲市ふれあいバス
- ハラソ線
  - 尾鷲駅
  - 梶賀

## 隣の駅
東海旅客鉄道（JR東海）
■紀勢本線
三木里駅 - 賀田駅 - 二木島駅